# ابریشم‌دم تاوئونی
ابریشم‌دم تاوئونی (نام علمی: Lamprolia victoriae) نام یک گونه از تیره مگس‌گیر شهریار است.